# Bomarea pumila
Bomarea pumila là một loài thực vật có hoa trong họ Alstroemeriaceae. Loài này được Griseb. ex Baker miêu tả khoa học đầu tiên năm 1888.